# Hormizd IV.
Hormizd IV. (středopersky Óhrmazd) byl perský velkokrál z rodu Sásánovců panující v letech 579–590. Jeho otcem byl král Husrav I., jeden z nejvýznamnějších reformátorů v perských dějinách, matkou turecká princezna Kakim-chakan , dcera Ašına Šıtienmiho (Istemi) (odtud Hormizdův přídomek Türkzáde, syn Turkyně).

## Vláda
Hormizd je panovníkem, jehož jak východní prameny (Tabarí), tak prameny byzantské (Theofylaktos Simokattes) svorně líčí zcela negativně. Vytýkají mu především krutý postup proti šlechtě, pobití vlastních bratrů (možných nápadníků trůnu) a konflikty se zarathuštrovským kněžstvem (mágy). Méně už kronikáři zdůrazňují pozitivní stránky Hormizdovy osobnosti, např. jeho všestrannou péči o poddané a náboženskou toleranci.
Státní záležitosti vedl na počátku Hormizdovy vlády vezír Vazurgmihr, oceňovaný většinou pozdějších dějepisců, po třech letech byl však uvržen do žaláře a jeho místo zaujali většinou pochlebníci, zbavení funkcí Husravem I. Král začal tvrdě vystupovat proti velmožům i vzdělancům a pronásledovat kněžstvo, jež se mu stavělo na odpor. Řada předních představitelů říše skončila na popravišti – bývalý vezír Jazd-Gušnasp, ministr Ádharmáh, vrchní mág Zartušt a další. Během svého panování dal prý Hormizd popravit celkem 13 600 osob. Zda tím chtěl pouze upevnit své postavení a pojistit se před případnou opozicí, nebo šlo o projev podezřívavosti či nějaké poruchy osobnosti, lze jen těžko rozhodnout.
Po otci Hormizd zdědil válku s Byzancí, která pak s přestávkami trvala po celou dobu jeho vlády. Bojovalo se i s Turky na severovýchodě, zde však vojevůdce Bahrám Čóvén dokázal nepřátele rozhodně porazit v oblasti dnešního Herátu.
Na přelomu let 589/590 se Bahrám Čóvén z osobních důvodů vzbouřil proti Hormizdovi, a zatímco jeho armáda nastoupila pochod na Ktésifón, byl král 6. února 590 svržen palácovým převratem a vsazen do vězení. Novým panovníkem se stal Hormizdův syn Husrav II., pozdější velký bojovník proti Byzanci. Sám Hormizd byl ve vězení nejprve oslepen, po útěku Husrava II. před Bahrámem Čóvénem jej však velmoži Vistám a Vindóé zardousili. Zda se to stalo s vědomím Husravovým, je nejasné.